# 사막동물

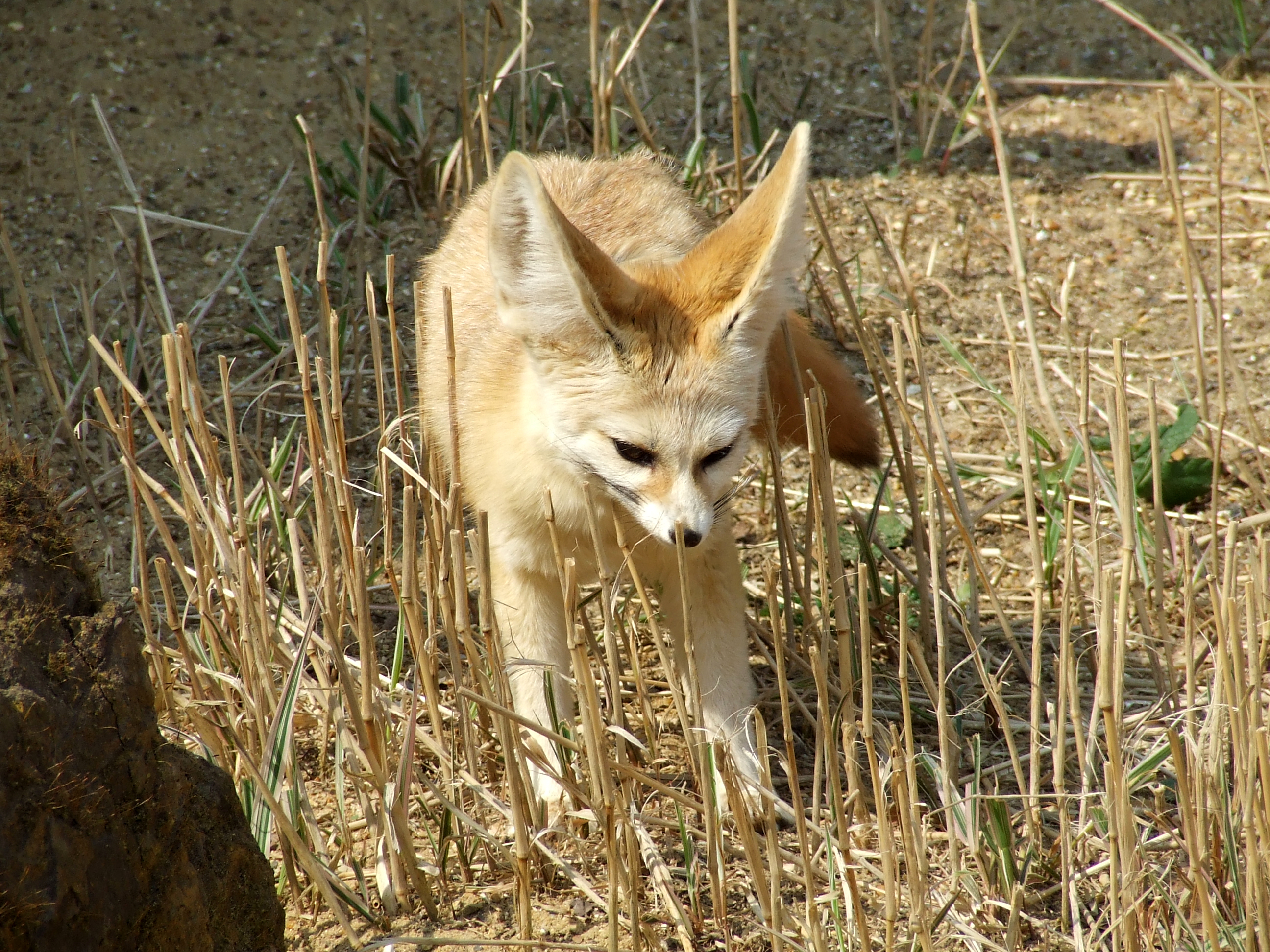
페넥여우

사막동물 또는 제로콜(Xerocole, 그리스어 xēros /ˈzɪroʊs/ '건조한'과 라틴어 col(ere) '거주하다'에서 유래)은 사막에서 살도록 적응된 모든 동물을 가리키는 일반적인 용어이다. 제로콜이 극복해야 하는 주요 과제는 물 부족과 과도한 열이다. 물을 보존하기 위해 증발을 피하고 배설물(즉, 소변과 대변)을 농축한다. 어떤 동물은 물을 보존하거나 음식에서 물을 얻는 데 너무 능숙해서 전혀 마실 필요가 없다. 사막의 더위를 피하기 위해 제로콜은 야행성 또는 황혼성(새벽과 해질 무렵에 가장 활동적)이 되는 경향이 있다.

## 알려진 사막동물
- 땅돼지
- 땅늑대
- 아닥스
- 아프리카표범
- 사자
- 아프리카사바나멧토끼
- 아프리카야생당나귀
- 아프리카들개
- 아메리카오소리
- 영양산토끼
- 단봉낙타
- 아라비아표범
- 아라비아오릭스
- 아라비아모래가젤
- 아라비아늑대
- 쌍봉낙타
- 바르바리양
- 턱수염도마뱀
- 큰갈색박쥐
- 큰자유꼬리박쥐
- 캘리포니아멧토끼
- 아프간여우
- 붉은스라소니
- 당나귀
- 선인장쥐
- 카이로가시쥐
- 캘리포니아잎코박쥐
- 캘리포니아윗수염박쥐
- 케이프토끼
- 카라칼
- 동굴윗수염박쥐
- 흰꼬리사슴
- 유럽제넷
- 코요테
- 퀴비에가젤
- 사막솜꼬리토끼
- 사막코끼리
- 사막고슴도치
- 사막이구아나
- 사막캥거루쥐
- 사막긴귀박쥐
- 사막왕도마뱀
- 노새사슴
- 사막집박쥐
- 사막흙파는쥐
- 사막거북
- 도르카스가젤
- 단봉낙타
- 이집트몽구스
- 살찐꼬리저빌
- 페넥여우
- 겜스복
- 유령얼굴박쥐
- 아메리카독도마뱀
- 메뚜기쥐속
- 황금자칼
- 큰긴코박쥐
- 큰생쥐꼬리박쥐
- 망토개코원숭이
- 하테비스트
- 라텔
- 캥거루쥐
- 키트여우
- 작은긴코박쥐
- 하드윅생쥐꼬리박쥐
- 리비아저드
- 모리타니땃쥐
- 미어캣
- 멕시코자유꼬리박쥐
- 멕시코긴혀박쥐
- 멕시코늑대
- 아홉띠아르마딜로
- 북아프리카저빌
- 누비아아이벡스
- 아시아당나귀
- 타조속
- 흰배박쥐
- 주머니자유꼬리박쥐
- 피그미저빌
- 붉은캥거루
- 림가젤
- 알락꼬리고양이
- 둥근꼬리땅다람쥐
- 흰꼬리모래여우
- 사하라땃쥐
- 사하라은개미
- 사하라줄무늬족제비
- 사이가산양
- 모래고양이
- 사이드와인더
- 긴칼뿔오릭스
- 은색털박쥐
- 남서부윗수염박쥐
- 흰세점박이박쥐
- 점박이하이에나
- 줄무늬하이에나
- 텍사스줄무늬도마뱀붙이
- 텍사스뿔도마뱀
- 가시도마뱀
- 타운센드큰귀박쥐
- 서부검은과부거미
- 서부사냥개박쥐
- 서사하라가시쥐
- 휘터커땃쥐
- 유마윗수염박쥐

## 같이 보기
- 사막·건조 관목지
- 건생식물